# Lunkány (Hunyad megye)
Lunkány románul: Luncani, falu Romániában, Erdélyben, Hunyad megyében.

## Fekvése
Hátszegtől északkeletre, a Fejérág felső völgyében fekvő település.

## Története
Lunkány nevét 1750-ben Lunkany néven említette először oklevél. 1760–1762 között Lunkány, 1808-ban Lunká, 1861-ben Lupény, 1913-ban Lunkány néven írták.
1891-ben A Pallas nagy lexikona írta a településről: „Lunkány, kisközség Hunyad vármegye hátszegi járásában, 969 oláh lakossal, mely különösen méhtenyésztésével tünik ki. Határában a «Piatre rosia» (vöröskő) tetején ősrégi várromok. Terjedelmes barlangjából (Irma-barlang gróf Horváth Tholdy Lajosnéról) jő ki a lunkányi patak. A barlang belső területei még ismeretlenek. A patak Csiklovina nevü erdei házcsoportnál tünik fel, a kifolyástól valami 3 km.-re. A Csiklova falu résznél szép cseppkőbarlang is látható s közelében régi sáncok. Innen két nehéz muskéta került napfényre.”
A trianoni békeszerződés előtt Hunyad vármegye Hátszegi járásához tartozott.
1910-ben 1201 lakosából 1152 román, 33 ruszin, 15 magyar volt. Ebből 1145 görög keleti ortodox, 48 görögkatolikus volt.

## Források

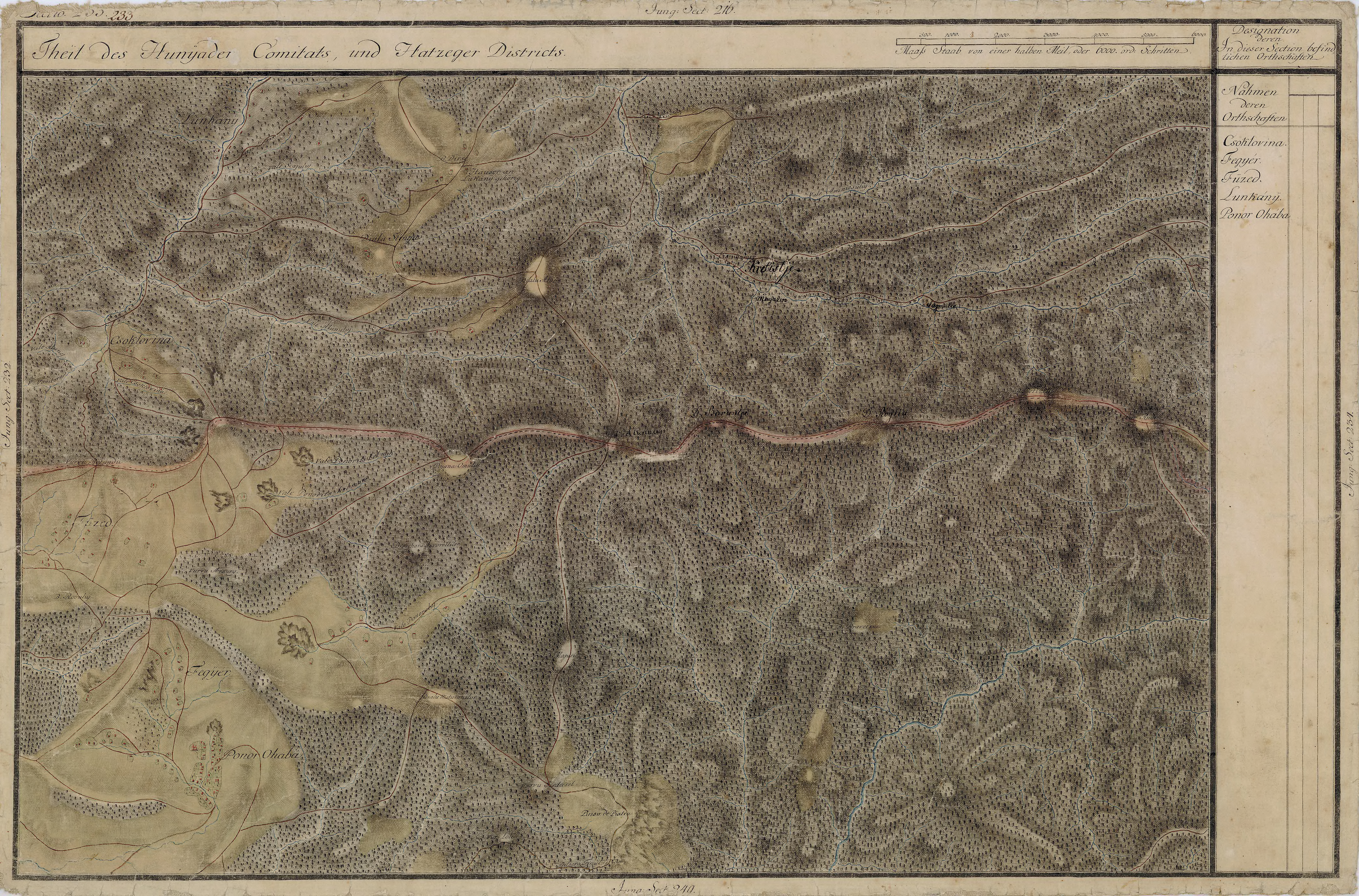
Lunkány egy régi térképen

## Nevezetességek
- Dák vár
- 18. századi ortodox fatemplom[1]